# Luftzug
Ein Luftzug ist eine Luftbewegung infolge einer Luftdruckdifferenz.
Während mit „Wind“ eine gerichtete, stärkere Luftbewegung in der freien Atmosphäre bezeichnet wird, wird mit „Luftzug“ bzw. „Zug“ oder „Zugluft“ eine meist schwächere Luftbewegung und vor allem innerhalb von geschlossenen Räumen oder innerhalb von technischen Anlagen (Kamin, Feuerungsanlage) bezeichnet.

## Definition
Nach der Beaufortskala spricht man von einem „leisen Zug“, wenn die Windgeschwindigkeit 1 Beaufort beträgt. Dies entspricht 0,5 bis 2,1 Meter pro Sekunde bzw. 1,9 bis 7,4 Kilometer pro Stunde. Ein noch schwächerer Wind wird als „windstill“, ein stärkerer Wind als „leichte Brise“ klassifiziert.

## In Räumen
„Zugluft“ kann verbrauchte Luft austauschen. Zugluft kann unter anderem auftreten in undichten Räumen, durch Öffnen von Fenstern und Türen oder durch hohe (vertikale oder horizontale) Temperaturunterschiede im Gebäude.
Durch Zugluft in schlecht abgedichteten Gebäuden (so genannte Fugenlüftung) kommt es zu Wärmeverlust und Energieverschwendung. Die Luftdichtheit in Gebäuden kann durch Differenzdruck-Messverfahren („Blower-Door-Test“) gemessen werden. Passivhäuser haben eine besonders dichte Gebäudehülle.

## Auswirkungen auf die Gesundheit
Ob Zugluft Auswirkungen auf die Gesundheit hat, ist umstritten. Befürworter dieser These sagen, Zugluft könne Muskelverspannungen (Muskelverhärtung) hervorrufen, insbesondere wenn der Körper stark schwitze und nicht bedeckt sei. Als Begleiteinflussgröße könne Zugluft den Ausbruch von Infektionskrankheiten wie der Erkältung nach einer Virusinfektion begünstigen.

## Mythologie und Volksglaube
Bevor die Zusammenhänge zwischen Krankheitserregern und Krankheiten bekannt waren, gab es die Vorstellung, dass Erkältungen alleine durch Kälte oder Luftzug ausgelöst werden könnten. Diese unwissenschaftliche These wurde in der Vergangenheit besonders in den USA vehement bestritten. Damit wurde aber auch gerne jeder kausale Zusammenhang als irrationaler Mythos abgetan. In neuerer Zeit ist es u. a. Angela Schuh, die in ihren Arbeiten versucht, einen solchen Zusammenhang herzustellen.
In mehreren Kulturen war früher eine Angst vor Dämonen und Wind verbreitet. Straßen in Städten wurden möglichst schmal gebaut, weil man glaubte, dass sonst der Wind Krankheiten leichter zwischen und in die Häuser bringen könnte. (Erst in der Neuzeit verstand man, dass enge Bauweise mitverantwortlich für Seuchenverbreitung war.)

## Schutz vor Zugluft
Durch bauliche Maßnahmen, insbesondere den Einbau von Türen in offenen mehrgeschossigen Einfamilienhäusern, kann der Luftzug reduziert werden. Zugluft an Eingangstüren lässt sich durch Drehtüren oder doppelte Eingangstüren (in Form von Eingangsschleusen) reduzieren.

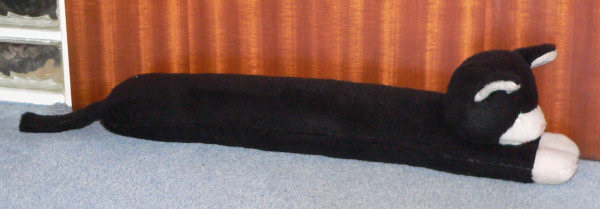
Zuglufttier in Form einer Katze

Auch passgenaue Türen und Fenster bzw. Fensterrahmen verhindern Zugluft. Lücken schließen eventuell Gummidichtungen und/oder längliche Filzstreifen, die, an die Unterkante von Türen geklebt, den Boden berühren, sowie Leisten, die nach unten Borsten bzw. Haare haben oder Gardinen aus dichtem Stoff. Dies sind Materialien, die sich auch gut an Unebenheiten des Bodens anpassen, wenn man die Tür bewegt. Eine weitere Möglichkeit, sich vor Zugluft zu schützen, ist das umgangssprachlich so genannte Zuglufttier: eine meist runde, längliche, einem Tier nachempfundene Stoffrolle mit einem Durchmesser von einigen Zentimetern, die vor Tür- oder Fensterspalten gelegt wird.

## Durchzug
Durchzug ist in der Alltagssprache ein starker Luftzug in Innenräumen. Er wird häufig als störend empfunden und wird gelegentlich zum Zwecke schnelleren Luftaustauschs (Lüften) absichtlich herbeigeführt.
Typischerweise handelt es sich dabei um relativ gleichförmige Luftströmungen, die durch ein Druckgefälle zwischen mindestens zwei Öffnungen (z. B. Fenster, Türen, Undichtigkeiten) eines Gebäudes nach außen hervorgerufen werden. Ein solches Druckgefälle besteht bereits bei schwachem Wind, wenn Fenster auf gegenüberliegenden Seiten eines Bauwerks geöffnet werden (Querlüften).
Dass eine anhaltende Luftströmung die Auskühlung angeströmter Körperteile zur Folge haben kann, erklärt womöglich negative Empfindungen des Phänomens „Durchzug“.
Eine durch Konvektion verursachte vertikale Variante des Durchzugs ist der ebenso nützlich wie schädlich auftretende Kamineffekt, der auch z. B. in verglasten Treppenhäusern bei Sonneneinstrahlung als Durchzug wahrgenommen werden kann.
In Heizungen mit Feuerungsanlagen ist der Durchzug von Luft eine unerlässliche Voraussetzung für den Betrieb, da sie in der Regel den Sauerstoff für die Verbrennung herbeiführt. Zur Erhöhung der Effektivität wird teilweise zusätzlich zum Kamineffekt ein forcierter Durchzug geschaffen, so etwa mit dem Blasrohr in der Rauchkammer von Dampflokomotiven.
Moderne Heizwert-Technik bei der Verbrennung von insbesondere Brenngas in einer Heiztherme kühlt das Abgas auf weit unterhalb 100 °C ab, um die Kondensationsenthalpie des wasserdampfreichen Abgases zu nutzen. Um dann das sauerstoffarme und CO2-reiche Abgas sicher über Dach abzuführen, wird ein elektrisch angetriebener Ventilator im Abgaskamin benötigt.
Um insbesondere fensterlose Räume, oft Badezimmer und WC, gut via Abluftventilator entlüften zu können, ist über Schlitze in oder unter der Verbindungstür eine leichte Zutrittmöglichkeit für Innenluft zu schaffen. Auch zumeist etagenweise wirkende Warmluftheizungen in Häusern benötigen genau geplante Durchzugsmöglichkeiten.